# پروژه تور
مؤسسهٔ پروژهٔ تور یک مؤسسه غیرانتفاعی تحقیقی-آموزشی در ماساچوست است که توسط راجر دینگلدان، نیک متیوسن و پنج نفر دیگر تأسیس شده‌است. پروژه تور عمدتاً مسؤل تعمیر و نگهداری نرم‌افزار برای شبکه ناشناس تور است.

## تاریخچه
پروژه تور توسط راجر دینگلدان، نیک متیوسن و پنج نفر دیگر در دسامبر ۲۰۰۶ تأسیس شد.
در ابتدا بنیاد مرزهای الکترونیکی به عنوان حامی مالی پروژه تور فعالیت کرد و حامیان مالی اولیه این پروژه، سازمان بین‌المللی پخش رادیویی ایالات متحده، اینترنیوز، دیده‌بان حقوق بشر، دانشگاه کمبریج، گوگل و Stichting.net در هلند بودند.
در اکتبر ۲۰۱۴، پروژه تور شرکت روابط عمومی تامسون را به منظور بهبود وجههٔ عمومی خود (به خصوص در ارتباط با عبارات «نت سیاه» و «خدمات پنهان») و آموزش روزنامه نگاران در مورد جنبه‌های فنی تور استخدام کرد.
در ماه مه سال ۲۰۱۵، پروژه Tor سرویس Tor Cloudرا به اتمام رساند.
در دسامبر ۲۰۱۵، پروژه تور اعلام کرد که شری استیل، مدیر اجرایی سابق بنیاد مرزهای الکترونیکی را به عنوان مدیر اجرایی جدید خود استخدام کرده‌است. راجر دینگلداین، که از ماه مه سال ۲۰۱۵ به عنوان مدیر اجرایی موقت عمل کرده بود، به عنوان مدیر و عضو هیئت مدیره باقی ماند. در همان ماه، پروژه تور اعلام کرد که OTF، یک برنامه bug bounty را که توسط HackerOne هماهنگ خواهد شد، پشتیبانی خواهد کرد. برنامه در ابتدا تنها به وسیلهٔ دعوت بود و بر یافتن آسیب‌پذیری‌هایی که به کاربردهای پروژه اختصاص دارند، تمرکز می‌کرد.
در ۲۵ می ۲۰۱۶، توسعه دهنده اصلی و چهره عمومی پروژه، جیکوب اپلبوم، از پروژه کنار کشید که این در ۲ ژوئن طی یک بیانیه دو خطی اعلام شد. در طی روزهای بعد، ادعای مورد آزار جنسی قرار گرفتن از سوس اپلبوم از طرف چندین نفر منتشر شد. در ۴ ژوئن، شری استیل، مدیر اجرایی پروژه تور، بیانیه ای در ارتباط با اتهامات اخیر علیه آپلبوم در مورد آزار جنسی منتشر کرد و اعلام نمود این اتهامات مطابق با «شایعاتی بود که بعضی از ما می‌شنیدیم»، اما ادعا کرد که «. .. اتهامات اخیر بسیار جدی تر و دقیق تر از چیزی است که قبلاً شنیدیم.» اپلبوم این اتهامات را به عنوان یک استراتژی برای آسیب رساندن به شهرتش رای نمود.
در ۱۳ ژوئیه ۲۰۱۶، کل هیئت مدیره پروژه تور، مریدت هوبان دان، ایان گلدبرگ، جولیوس میتندزوی، رابی توماس، وندی سلتزر، راجر دینگلداین و نیک متیوسن با مت بلیز، سیندی کهن، گابریلا کولمن، لسنوس نوردبرگ، مگان پرایس و بروس شنیر جایگزین شد.
در ماه ژوئیه ۲۰۱۶، پروژه تور نتایج تحقیقات انجام شده توسط یک محقق خصوصی را که هفت هفته به طول انجامید، اعلام نمود. اتهامات علیه جیکوب آپلبوم صحیح بود و شرلی استیلی افزود با این که همهٔ تلاششان را کردند که با اپلبوم منصفانه برخورد کنند، تصمیم گرفتند اتهامات علیه او صحیح اند. تحقیقات تأیید کردند که بسیاری از افراد داخل و خارج پروژه تور توسط آپلبوم تحقیر، ارعاب و وحشت زده شده بودند و چندین نفر رفتار ناخوشایند جنسی از او دیدند. دو نفر فرد ناشناس دیگر نیز که رفتار نامناسب داشتند از پروژه برکنار شدند. از نظر قانونی، علی‌رغم نداشتن یک سازمان مدیریت از بالا به پایین و کار با داوطلبان و کارکنان سایر سازمانها، یک سیاست جدید ضد آزار و همچنین سیاست‌های مناقشه در مورد سود، دستورالعمل ثبت شکایات و فرایند بررسی شکایات داخلی توسط هیئت مدیره جدید تأیید شد. در ابتدا این امر موجب ایجاد تقسیمات گسترده بین بسیاری از افراد نزدیک به هم شد به طوری که بعضی از آن‌ها از اپلبوم دفاع و بعضی دیگر اتهامات بیشتری را ارائه می‌کردند.
این ماجرا با اختلافات قابل توجهی که میان افراد پروژهٔ وجود دارد، همچنان بحث‌برانگیز است.